# Crkva sv. Petra Apostola (Petrovina)
Crkva sv. Petra Apostola, rimokatolička crkva u mjestu Petrovina, općina Jastrebarsko zaštićeno kulturno dobro.

## Opis dobra
Crkva je smještena u središtu naselja Petrovina. Prvi put se spominje 1334. g., a kao jednobrodna građevina s poligonalnim svetištem nastaje u 15. st. Godine 1663. gradi se današnji poligonalni zvonik, a poč. 18. st. probija se južni zid lađe i dograđuje kapela sv. Antuna Pustinjaka. Početkom 19. st. sagrađena je sakristija, povećani su prozori lađe i sazidano je pjevalište. Crkva je u osnovnoj arhitektonskoj strukturi sačuvala srednjovjekovni karakter. Freske svetišta u stilu internacionalne gotike jedini su takav ikonološki program u sj. Hrvatskoj. Zajedno s crkvom u cjelini, jedan su od najvrjednijih spomenika jastrebarskog kraja i jedan od značajnijih u sjeverozapadnoj Hrvatskoj.

## Zaštita
Pod oznakom Z-3923 zavedena je kao nepokretno kulturno dobro - pojedinačno, pravna statusa zaštićena kulturnog dobra, klasificirano kao "sakralna graditeljska baština".